# 영국 실내 관현악단

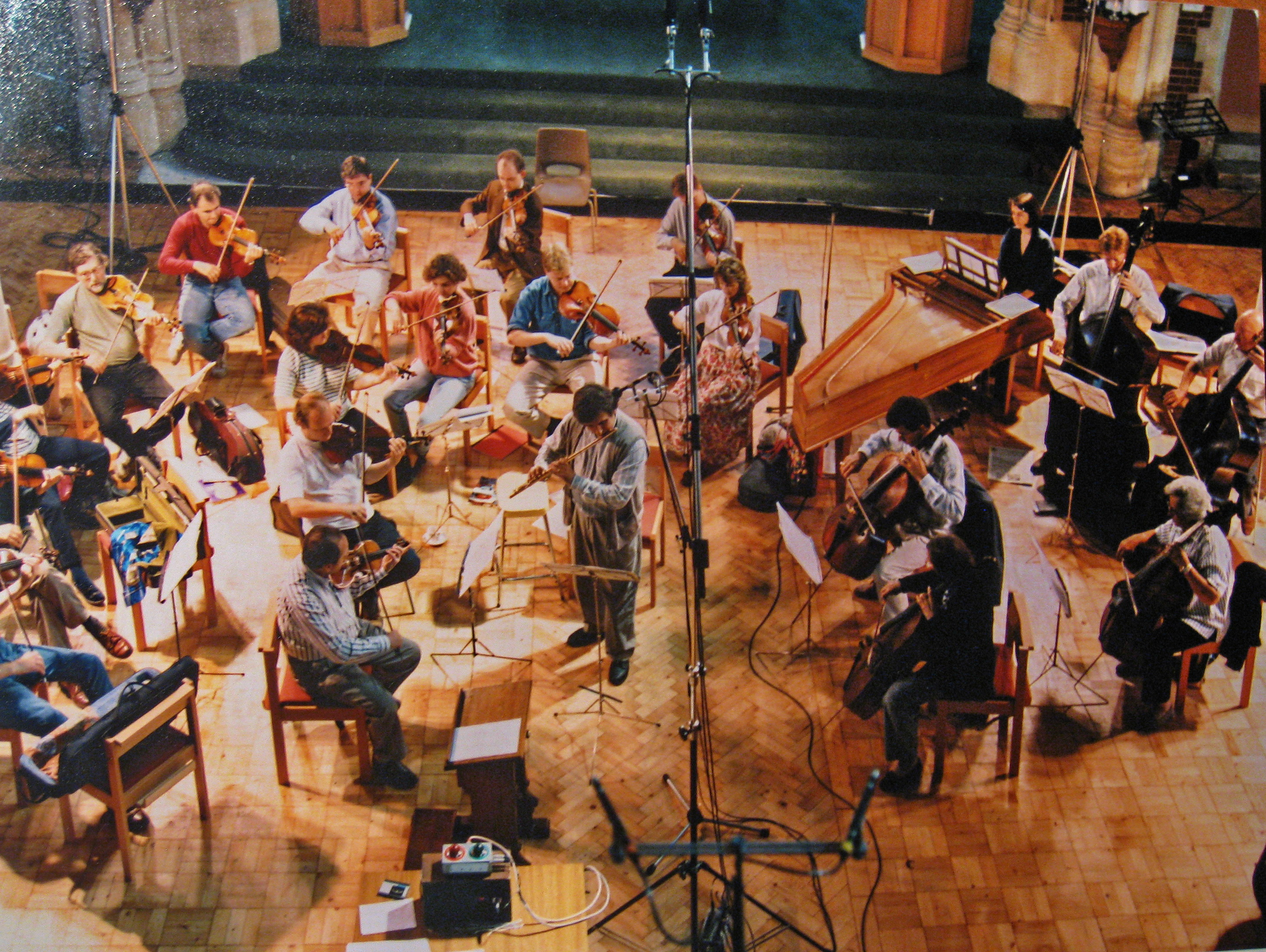

영국 실내 관현악단(English Chamber Orchestra)은 런던을 본거지로 하는 실내 관현악단이다.
1948년 로런스 레오나드와 아놀드 골즈브러가 설립한 골즈브러 오케스트라 (Goldsbrough Orchestra)에 뿌리를 두고 있다. 이 악단은 1960년에 현재의 이름을 가지게 되었는데 이때 처음으로 바로크 음악이 아닌 음악을 레퍼토리에 올리기 시작하였다. 이 악단은 규모가 작아서 그만큼 레퍼토리도 제한되어 있었다. 그 규모는 모차르트 시대의 실내 관현악단의 크기로 꾸준히 지속되어 오고 있다.
그 직후, 이 악단은 앨더버러 페스티벌과 매우 긴밀한 관계가 되었는데 이는 이 악단이 벤저민 브리튼의 "한여름밤의 꿈", "오웬 윙그레이브", "컬루 리버" 그리고 그 밖의 여러 작품들을 연주하고 있기 때문이다. 브리튼은 이 악단을 여러 번 지휘하기도 하였고 몇몇 음반도 녹음하였다.
이 악단의 상임지휘자는 현재 없으나 레이몽드 레파드, 콜린 데이비스 그리고 다니엘 바렌보임을 포함한 객원 지원자들이 잇달아 이 악단을 이끌어 오고 있다. 1985년에 제프리 테이트가 이 앙상블의 초대 상임지휘자로 지명된 바 있었다.